# SEB banka
SEB banka (с латыш. — «Банк SEB», ранее Latvijas Unibanka, затем SEB Latvijas Unibanka) — один из крупнейших банков Латвии, входящий в шведскую SEB Group. В настоящее время его основными конкурентами на латвийском банковском рынке являются банки Swedbank, Luminor и Citadele.

## История
Банк был впервые основан 29 сентября 1993 года как AS Latvijas Universālā banka (с латыш. — «Универсальный банк Латвии») путём объединения 21 неприватизированного филиала Банка Латвии после его реорганизации. В 1994 году оно было передано Латвийскому агентству приватизации, но в 1995 году было зарегистрировано как частное акционерное общество (половина акций принадлежала частному капиталу, половина — государству Латвии). 12 декабря 1995 года банк был переименован в Latvijas Unibanka (с латыш. — «Унибанк Латвии»).
В 1996 году акции Latvijas Unibanka начали котироваться в официальном списке Рижской фондовой биржи и были приобретены Европейским банком реконструкции и развития и Swedfund International AB.
Во время экономического кризиса в России 1998 года Latvijas Unibanka начал сотрудничество со Skandinaviska Enskilda Banken..К 2000 году SEB стал мажоритарным акционером и подал заявку на увеличение своей доли до 98 %. В феврале 2001 года Latvijas Unibanka прекратил листинг своих акций на Рижской фондовой бирже. SEB стал единственным акционером в 2004 году и 11 апреля 2005 года банк был переименован в SEB Unibanka, а 7 апреля 2008 года в SEB banka. До 2008 года филиалы банка имели префикс «Uni-» (например, Unilīzings для лизинга), а его логотип представлял собой стилизованную ленту Мёбиуса.
Первая штаб-квартира банка располагалась на улице Пилс 23 вдоль Домской площади в Старой Риге, а в 2004 году переехала в новое здание — SEB finanšu centrs с латыш. — «Финансовый центр SEB». Оно находится в Валдлаучи, Кекавская волость, Кекавский край недалеко от Риги.

### Меценат Латвийского университета
SEB поддерживает Латвийский университет с 2008 года, жертвуя на стипендии и форумы.